# A Fúria do Açúcar
A Fúria do Açúcar é um grupo musical de entretenimento pop português, frequentemente associado ao humor. Formado em 1991 por João Melo, João Didelet e Renato Solnado começou por ser um agrupamento de café-concerto onde a música se misturava com sketches de humor; a partir de 1993, já só com músicos na sua composição iniciam uma carreira com inúmeros espectáculos em Portugal que culminam em 1996 com a primeira edição discográfica.
Os singles do segundo álbum de estúdio (O Maravilhoso Mundo do Acrílico), "Joana bate-me à porta" e "Eu gosto é do Verão" tornaram a banda conhecida, após algum sucesso do single "O Rei dos Matraquilhos" do primeiro álbum (Fúria do Açúcar).
Os A Fúria do Açúcar tornaram-se também a banda residente do programa da RTP1 Riso, Mentiras e Vídeo, apresentado pelo próprio vocalista João Melo.

## Membros
- João Melo - vocais, composições
- Luís Bento - bateria
- Markus Britto - baixo
- João Rato - guitarra e teclas
- Filipa Lopes - violino

## Discografia
- Fúria do Açúcar (Polygram, 1996)[4]
- O Maravilhoso Mundo do Acrílico (Polygram, 1997)[5]
- Azul Banana (Universal, 1999)
- Plastica (Universal/Som Livre, 2003)
- A Fúria Contra-Ataca (IPlay, 2013)